# EsCERT e IRIS-CERT
El equipo de respuesta para emergencias informáticas (esCERT e IRIRS-CERT) es un equipo creado por el Ministerio de Ciencia y Tecnología a través de la Superintendencia de Servicios de Certificación Electrónica. En conjunto con la Academia trata de resolver los incidentes informáticos en la Administración Pública; así como difundir información de cómo neutralizar incidentes, tomar precauciones para las amenazas de virus que puedan comprometer la disponibilidad y confiabilidad de las redes. Existen dos equipos en España que provienen del CERT (creado en 1988 por DARPA), el esCERT y el IRIS-CERT.

## esCERT
El esCERT, creado a finales de 1994 y cuyo director es Manuel Medina, es una sede española que proviene del CERT (que reúne a CERTs de todo el mundo, 54 de sus 90 miembros son europeos). Se dedica a la seguridad de las empresas, los hay también de muchos tipos: autofinanciados, dependientes de universidades, de empresas, de gobiernos. esCERT en el ámbito mundial participa en el FIRST (Forum of Incidence and Response Security Teams), principal foro de coordinación de los diferentes CERTs de todo el mundo.
Uno de los problemas de esta asociación es el poco capital, según el estudio "eEurope - Co-operation amongst national CERTs", de la Comunidad Europea. Este equipo de seguridad para la coordinación de emergencias en redes telemáticas nace como primer centro español dedicado a asesorar, prevenir y resolver incidencias de seguridad en entornos telemáticos.

## IRIS-CERT
El IRIS-CERT creado en 1994, cuyo colaboradores son los mismos que el esCERT. Está orientado a la comunidad científica, por ello depende del Ministerio de Ciencia y Tecnología. RIS-CERT es miembro del FIRST desde el 11 de febrero de 1997. Actualmente participa activamente en el Task Force auspiciado por TERENA, TF-CSIRT, para promover la cooperación entre CSIRTs en Europa.
Tanto esCERT como IRIS-CERT empezaron con muy pocas personas contratadas ya que no eran muy frecuentes los incidentes informáticos. Hoy día cada una de las organizaciones tiene incluso distintos grupos de trabajo en distintos lugares de España.
Los productos y servicios del esCERT e IRIS-CERT incluyen asistencia técnica 24 horas al día para responder a problemas o incidentes informáticos, asistencia sobre vulnerabilidad de productos, documentos técnicos y cursos de formación. Además mantiene listas de correo y ofrece un servidor de FTP anónimo.